# Положевець Віктор
Віктор Положевець (нар. 20 травня 1980, Нововолинськ) — український волейболіст, пасуючий (зв'язуючий), колишній гравець збірної України. Нині захищає барви клубу «Олюртранс-ЛНТУ» (Луцьк).

## Життєпис
Народився 20 травня 1980 року в м. Нововолинську.
Був гравцем луцького клубу «Лучеськ-Підшипник». У 2007—2009 роках грав у клубі J.W. Construction OSRAM AZS Politechnika Warszawska (нині ВК «Проєкт»), був першим українцем у клубі. Протягом певного часу грав у складі клубу «Будівельник—Буковина» (зокрема, у сезонах 2009—2010, 2011—2012). У сезоні 2018—2019 грав у складі клубу «Олюртранс» (Луцьк), у сезонах 2019—2020 і 2020—2021 — снятинського «Покуття». У сезоні 2021—2022 виступає у складі клубу Вищої ліги першости України «Олюртранс-ЛНТУ» (Луцьк).

### Досягнення
Клубні
- срібний призер Першої Ліги України 2020[10]

Особисті
- найкращий пасувальник Чемпіонату України (вища ліга) 2019—2020[11]